# Boitze
Boitze ist eine Gemeinde im Landkreis Lüneburg in Niedersachsen.

## Geografie

### Geografische Lage
Boitze liegt am Westrand des Naturparks Wendland.Elbe. Die Gemeinde gehört der Samtgemeinde Dahlenburg an, die ihren Verwaltungssitz in dem Flecken Dahlenburg hat.

### Gemeindegliederung
Die Ortsteile der Gemeinde sind: Ahndorf, Boitze, Fladen, Gut-Horn, Neetzendorf, Seedorf und Vindorf

## Geschichte

### Eingemeindungen
Am 1. März 1974 wurden die Gemeinden Ahndorf, Neetzendorf und Seedorf eingegliedert.

### Ortsname
Alte Bezeichnungen des Ortes sind 1303 Boldewinus de Botz (Lüneburg), 1304 Ottho Botze (Lüneburg), 1316 in Boitze; Slavico Sedorpe et Boetze, 1347 Conradus de Botzom (Neubürger Lüneburg), 1363 Albertus van Botzen, Henneke van Botzen (Lüneburg), 16. Jahrhundert Boitze.
Das Wort Botze enthält wahrscheinlich das Wort „boke (Buche)“, einer sprachlichen Erscheinung, bei der in diesem Gebiet das k zu z wurde. Wahrscheinlich ist von einem altsächsischen Ortsnamen *Bōk-ing- auszugehen, in dem niederdeutsch bōk „Buche“ vorliegt und in dem der Wandel von –k- > -ts-/-tz-/-z- wie in den Ortsnamen Boitze (Kr. Lüneburg), Boitzen (Kr. Rotenburg/Wümme) und Boitzum (Kr. Hildesheim) dem Zetazismus anzulasten ist. Das ist ein Wandel, der im Altniederdeutschen erfolgt ist und in zahlreichen Ortsnamen seine Spuren hinterlassen hat: Celle, Zeven, Zellerfeld und andere. Der Ortsname bedeutet also „Buchenort“.

## Religion
63 % der Einwohner von Boitze sind evangelisch, nur 4 % katholisch. Die Lutheraner des Ortes gehören zur St.-Johannes-Kirchengemeinde Dahlenburg im Kirchenkreis Lüneburg der Evangelisch-lutherischen Landeskirche Hannovers. Auf reformierter Seite ist die Kirchengemeinde Lüneburg-Uelzen der Evangelisch-reformierten Kirche zuständig. Die Katholiken sind der Pfarrei St. Maria Königin vom hl. Rosenkranz in Bleckede, Bistum Hildesheim, zugeordnet, deren nächste Filialkirche St. Michael (Dahlenburg) ist.

## Politik
Die Gemeinde Boitze gehört zum Landtagswahlkreis 48 Elbe und zum Bundestagswahlkreis 38 Lüchow-Dannenberg – Lüneburg.

### Gemeinderat
Dem Gemeinderat Boitze gehören sieben Personen an. Die Ratsmitglieder werden durch eine Kommunalwahl für jeweils fünf Jahre gewählt.

Bei der Kommunalwahl 2021 ergab sich folgende Sitzverteilung:
| Gemeinderat 2021Insgesamt 7 Sitze - SPD: 1 - Grüne: 1 - FWG: 5 |

### Bürgermeister
Ehrenamtlicher Bürgermeister ist Richard Wiese.

### Wappen
Blasonierung: Das Wappen zeigt in einem von zwei von rechts unten nach links oben laufenden parallelen blauen Wellenbändern dreigeteilten gelben Wappenschild oben rechts ein rechtsblickender schwarzer Pferdekopf, zwischen den beiden Wellenbändern mit der Spitze schräg nach links oben vier grüne Buchenblätter, unten links mit der Spitze senkrecht nach oben drei grüne Buchenblätter.

## Kultur und Sehenswürdigkeiten
Die Großsteingräber bei Seedorf sind ein erweiterter Dolmen und ein stark zerstörtes Grab mit den Sprockhoff-Nummern 718 und 719, der im Gemeindegebiet liegen. Das Hünenbett bei Boitze liegt etwa 750 m südlich des Ortes.

## Verkehr

### Straßenverkehr
Am Nordrand der Gemeinde, ungefähr 3 km nördlich des Gemeindehauptortes, verläuft die Bundesstraße 216 Lüneburg – Dahlenburg – Dannenberg (Elbe).

### Schienenverkehr
Im Boitzer Gemeindeteil Neetzendorf befindet sich ein Haltepunkt der Wendlandbahn, die von Dannenberg nach Lüneburg führt. Dieser wird von der HVV-Linie RB32 mit je fünf Fahrten pro Richtung bedient. Zum Einsatz kommen barrierefreie LINT 54-Triebwagen von erixx aus dem LNVG-Fahrzeugpool.